# David Colyear (1er comte de Portmore)
David Colyear, 1er comte de Portmore (c. 1656 – 2 janvier 1730) est un général écossais et gouverneur de Gibraltar.

## Jeunesse
Il est le fils aîné d'Alexander Robertson, de la famille de Strowan, dans le Perthshire, qui s’installe en Hollande, où il acquiert une propriété considérable et adopte le nom de Colyear.

## Carrière militaire
Il sert comme officier dans l'armée de Guillaume III d'Orange-Nassau en 1674, devenant lieutenant-général de la brigade écossaise, les trois régiments écossais qui ont combattu au service des Pays-Bas depuis plusieurs décennies.
Il mène les troupes à terre lorsque William débarque à Torbay le 5 novembre 1688 puis sert dans la plupart des campagnes irlandaises de William. Il est nommé gouverneur de Limerick en 1691. Pour son service en Irlande, il est créé Lord Portmore le 1er juin 1699. Il obtient le grade de major général et le 27 février 1703, il reçoit le commandement du Régiment royal de la Reine qui devient plus tard le 2nd Foot. Le 13 avril 1703, il est élevé dans les dignités de comte de Portmore, de vicomte de Milsington et de Lord Colyear.
Il prend part à la Guerre de Succession d'Espagne et à la bataille de Cadix en 1702 et à la Bataille navale de Vigo plus tard dans l'année. En 1710, il est nommé commandant en chef des forces en Écosse et, en janvier 1711, est élevé au rang de général. En 1712, il sert sous les ordres de Charles Butler (1er comte d'Arran) en Flandre. La même année, il est nommé membre du conseil privé et nommé Chevalier du Chardon.
En août 1713, il est nommé gouverneur de Gibraltar et, en octobre de la même année, il est choisi parmi les seize pairs représentatifs de l’Écosse. Lorsque Gibraltar est assiégé par les Espagnols en 1727, il s'embarque pour prendre le commandement de cet endroit, mais à l'approche de l'amiral Wager avec onze navires, le siège est levé. Il est décédé le 2 janvier 1730.

## Famille

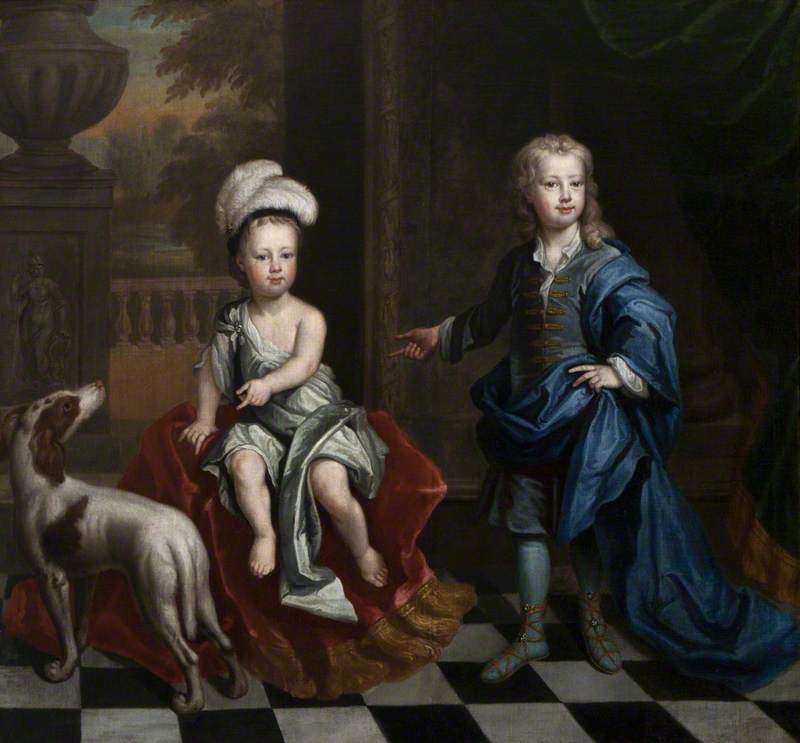
David Colyear a deux fils (photo) avec Catherine Sedley, comtesse de Dorchester

Il épouse Catherine Sedley, comtesse de Dorchester, fille de Charles Sedley de Southfleet, Kent et ancienne maîtresse de Jacques II.
Ils ont deux fils:
1. David Colyear, vicomte Milsington (1698 - 1728-9)
2. Charles Colyear (2e comte de Portmore)[1]